# Битва при Скафиде
Битва при Скафиде (болг. Битка при Скафида) — сражение между войсками византийского императора Михаил IX Палеолог и болгарского царя Феодора Святослава в 1304 году на реке Скафида, неподалеку от Созополя. Болгарский царь одержал победу.

## Предыстория
В 1300 году болгарский престол в Тырново занял Феодор Святослав Тертер. К 1304 году он разобрался с другими претендентами на власть — ставленниками Византии, и почувствовал себя достаточно сильным, чтобы перейти в контрнаступление. Царь действовал в союзе со своим дядей Алдимиром, деспотом Крынской области. Андроник II Палеолог попытался заманить Алдимира на свою сторону, но это ему не удалось. Весной, после успешных боевых действий под руководством Феодора Святослава, болгарская армия заняла несколько городов в восточной части Балканских гор. Двух из них, Ямбол и Лардея, царь передал Алдимиру. Летом Феодор Святослав захватил ряд прибрежных городов — Ктению, Русокастро, Месемврию, Созопол, Анхиало, Ахтопол. В ответ император Михаил IX Палеолог и его военачальник Михаил Глава Тархонт сосредоточили войска в районе Визе.

## Ход сражения
Две армии встретились недалеко от Созополя, у реки Скафида. После первых столкновений болгары отступили, и византийцы во главе с деспотом Войсилом, братом Смилеца, бросились в погоню, но мост через реку рухнул под ними. Это вызвало панику среди греков. Болгары контратаковали и разгромили их. Многие византийцы были убиты, другие утонули в реке. Летописец Георгий Пахимер предполагал, что обрушение моста было несчастным случаем. Современные болгарские историки считают, что разрушение моста было ловушкой, устроенной болгарами.

## Последствия
Итогом битвы у реки Скафида стал переход черноморского побережья под контроль Феодора Святослава. После победы Святослав направился на Одрин.